# Expert judiciaire
 (août 2016).
Un expert judiciaire est une personne qualifiée dans un domaine autre que le droit qui apporte son expertise sur des points précis.

## En France
Un expert judiciaire est une personne morale ou une personne physique qualifiée dans un domaine autre que le droit. Dans le cas des personnes physiques, cette activité n'est pas permanente : il doit s'agir d'une activité accessoire, l'exercice d'une activité principale étant la base du niveau de compétence de l'expert.
L’objectif principal de cette intervention est d’apporter un éclairage technique sur des questions dépassant les compétences juridiques du juge.

## Hors de France
L'expertise judiciaire est à rapprocher des activités de « forensic expertise ». Elle a, par exemple, fait l'objet d'une comparaison européenne en 2011 . Dans le domaine financier, l'expertise comptable judiciaire a été comparée à la juricomptabilité, dans des travaux universitaires (Labelle et Charrier, 2009) et dans un guide professionnel (Leclerc, Charrier et Roy, 2012).
Dans le monde anglo-saxon, ces activités sont généralement labellisées par des associations professionnelles, dans la mesure où le modèle en vigueur n'est pas celui de « l'expert du juge » comme en France, mais plus exactement du témoin-expert. Dans le domaine financier, on voit ainsi les labellisations de CFF(c), CFFA(c), CrFA(c). En France, le titre d'expert près la Cour d'appel de..., réservé aux experts sélectionnés comme dit ci-avant, fait rarement l'objet de l'acronyme « EJCA » (expert de justice près la cour d'appel).

### Droit québécois
D'après le Code de procédure civile, te témoin expert doit produire un document, fournir une opinion pertinente, il doit démontrer ses compétences (pas nécessairement universitaires). Il doit aider le juge des faits (art. 22 CPC). Le rapport d’expert est recevable lorsque convenu au protocole (art. 148 (4) CPC) et communiqué aux autres parties (239 et 293 (2) CPC)
Le tribunal peut évaluer la pertinence de l’expertise, en établir les coûts et modalités  (art. 158 al. 1 CPC). D'après l'arrêt Cardinal c. Bonnaud, il y a une irrecevabilité pour l'expertise de polygraphe .
La force probante de l'expertise est laissée à l’appréciation du tribunal (art. 2845 du Code civil du Québec). Les obligations et devoirs de l'expert sont précisés aux articles 235 et 238 CPC. Dans le nouveau Code de procédure civile, l'expert a un nouveau rôle d'éclairer le tribunal plutôt que de servir les intérêts d'une partie (art. 231-232 CPC). Le rapport de l'expert tient lieu de témoignage (293-294 CPC), sauf lorsque l'expert est appelé à témoigner personnellement pour obtenir des précisions sur certains points ou pour un contre-interrogatoire de l'expert s'il a des intérêts opposés à une partie.